# Päijätsalo
Päijätsalo är en ö i sjön Päijänne i Finland. Den ligger i kommunen Sysmä i den ekonomiska regionen  Lahti  och landskapet Päijänne-Tavastland, i den södra delen av landet, 150 km norr om huvudstaden Helsingfors. Öns area är 2,7 kvadratkilometer och dess största längd är 2,4 kilometer i nord-sydlig riktning.  Den västra delen av ön hör till Päijänne nationalpark och det finns en utsiktstorn på den högsta punkten av ön med en vackert utsikt till nationalparken.